# ヘカメーデー
ヘカメーデー（古希: Ἑκαμήδη, Hekamēdē）は、ギリシア神話の人物である。長母音を省略してヘカメデとも表記される。テネドス島のアルシノオスの娘。トロイア戦争において、アキレウスがテネドス島を攻略したさいに捕虜となった。この戦いでピュロス王ネストールの策謀が優れていたので、ヘカメーデーはネストールに褒美として与えられ、以後仕えた。ネストールが傷ついたマカーオーンを戦場から助け出し、自分の幕屋に連れ帰ったとき、マカーオーンの世話をした。